# Свадебный пир

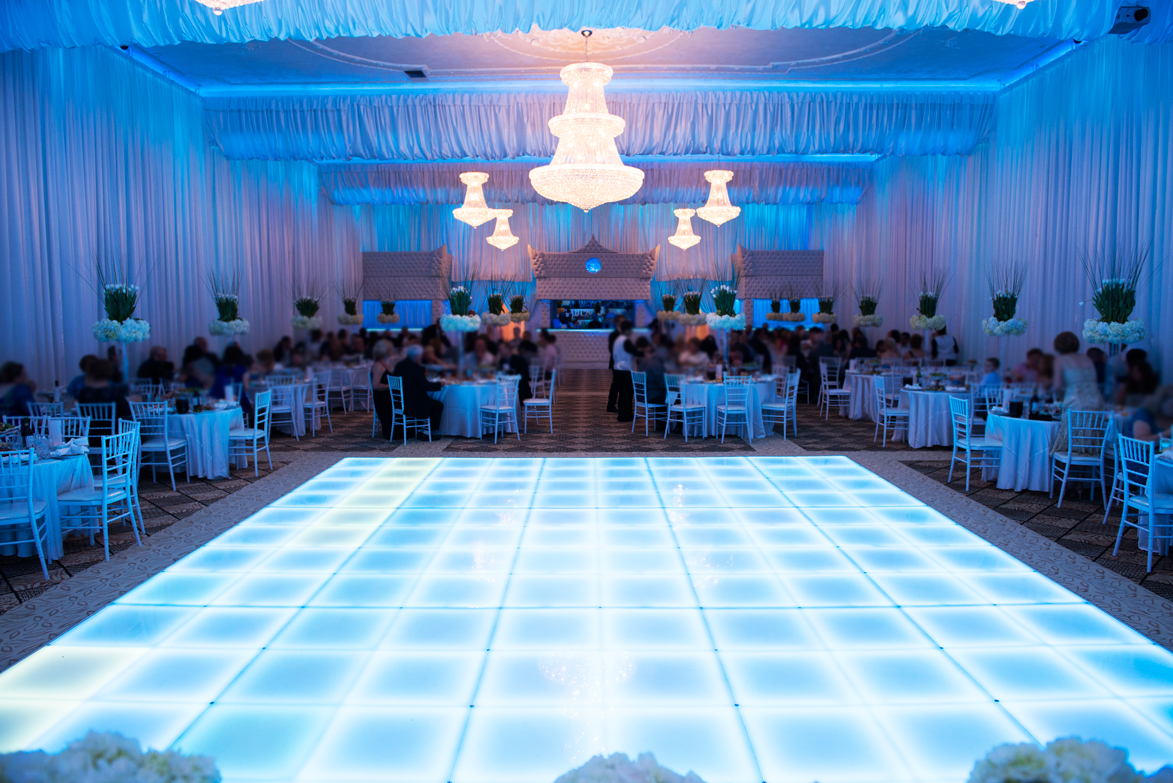
Банкетный зал, используемый для свадебного застолья

Сва́дебный пир — праздничное застолье по случаю бракосочетания во время свадьбы после завершения церемонии бракосочетания или венчания. Новообразованная пара впервые принимает гостей как семья. На праздничном столе, как правило, выставляют различную еду и напитки, ныне особой популярностью пользуется свадебный торт (ранее — пирог).

## Славянские традиции

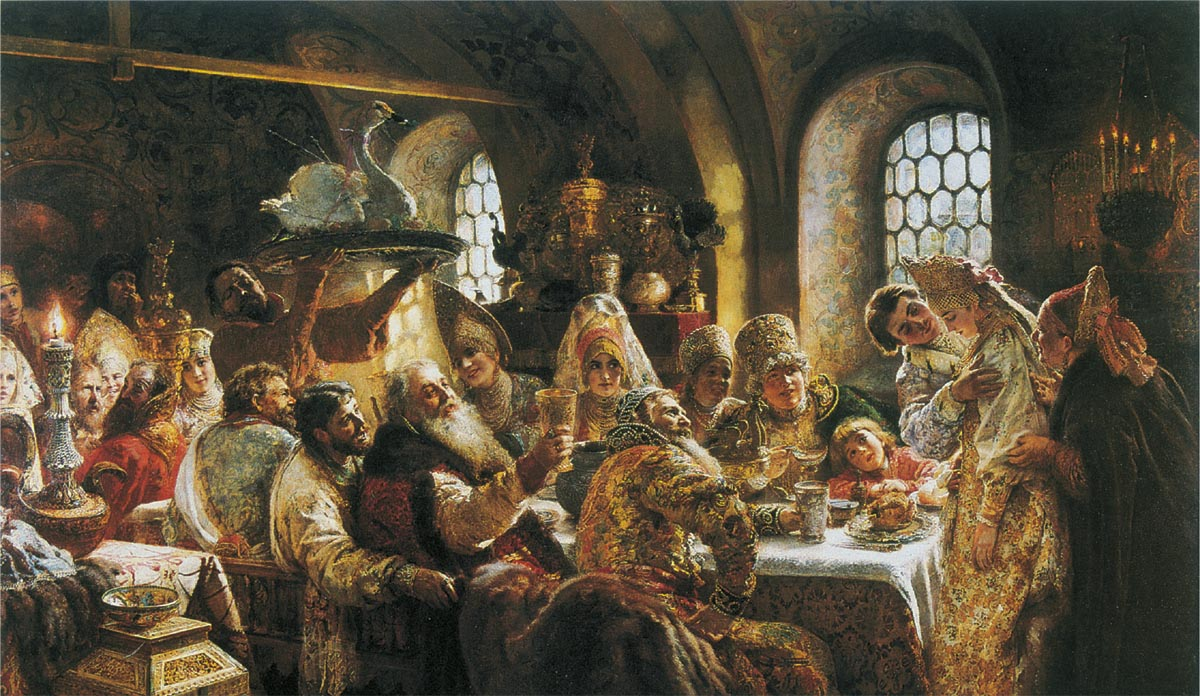
«Свадебный пир в боярской семье XVII столетия». Маковский К. Е. 1883

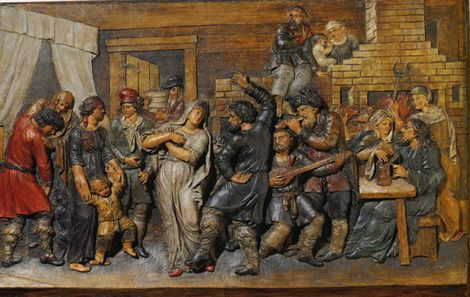
Крестьянская свадьба. Неизвестный скульптор конца XVIII — начала XIX веков

Свадебный пир происходил в день венчания или в день переезда невесты к жениху.

### Названия
В старину на Руси свадебный пир назывался «кашей», так под 1239 годом, летопись рассказывает, что князь Александр устроил кашу в Торопце, а потом другую — в Новгороде.
Свадебный пир происходил в доме невесты и в доме жениха, причём главным был пир у жениха. Наиболее распространены в России (за исключением восточных областей европейской части) «княжеские» названия свадебного пира в день свадьбы или на второй её день, связанные с наименованиями молодых «князем» и «княгиней»: княжий пир, княжой стол, княж-обед. На Севере и в центральной России распространено также название красный стол или красный обед. В западной зоне Русского Севера свадебный стол у жениха называется большой стол (ср. у нижних лужичан — weliki hoběd).
Нередко свадебных столов в доме жениха устраивалось несколько. Ряд названий пиршества у жениха указывает на его функцию и характер (калуж. почестной пир, архангел. почёстный стол, вологод. радошный стол, весёлый стол, вят. весёлый пир, бел. пір вясёлы), а также на обрядовые действия, которыми он сопровождался: делёж каравая (тул. каравайный обед), перемену невесте головного убора (костром. крутильный стол). Для Поволжья и юга России характерны особые названия свадебного пира в честь родственников невесты — горных или гордых гостей, которые приезжают в дом жениха вечером в день свадьбы или на следующий день и которых сажают на почётные места за главным столом: горный стол, гарный стол, гордой обед. Многие, особенно южнославянские, названия свадебного пира совпадают с названием собственно свадьбы или угощения, трапезы: макед., серб., черногор., босн. свадба, хорв., словен. svadba; н.-луж. wjasele, серб. (сватовско) веселее, макед. веселба; босн. пир, хорв., словен. pir; пол. uczta weselna; словен. ohcet, gostija; в.-луж. kwasna hosćina; макед. сватовска гозба, серб. свадбена гозба, (сватовска) гозба, черногор., босн. гозба; болг. сватбена трапеза, черногор. сватовска трпеза.
Названия свадебного пира в доме жениха на второй день свадьбы связаны с бужением молодых (архангел. будильный стол, буженье), успешным завершением брачной ночи (вологод. весёлый стол, дон. весёлое утро, макед. на радост), возвращением молодых из бани (архангел. баенный обед), одариванием хозяйки за горячую кашу (архангел. горячие, нижегород., саратов. горячий стол), одариванием невесты (томск. молодухин стол, невестин стол, новосибир. невестины столы), угощением тёщей зятя блинами (архангел. тёщин стол, блинный стол, блинно, псков., астрахан. блины), проводами родственников невесты (вят. отвальный обед). В конце свадьбы происходили взаимные визиты и застолья у родственников, участвовавших в свадьбе (могилев. падоймы, житомир. посяга), старшей дружки невесты (полтав. дружчини), старшего свата, свадебного кума и других.

### Рассаживание за столом
У русских в доме невесты до приезда жениха родственники рассаживались за столом согласно свадебным чинам, степени родства и полу (на мужские и женские места). По приезде жениха гости не занимали места в красном углу. В Вологодской губернии жених и невеста садились лишь после того, как сядут сваха жениха, а затем сваха невесты. По приезде от венчания к жениху родственники молодых или поезжане вместе с молодыми обходили вокруг стола, после чего жених с невестой получали право не только вместе сесть за стол в присутствии членов другой семьи, но и занять место в переднем углу стола (олонец., новгород., твер., костром., вят., нижегород.). Поезжане, обычно не снимая верхней одежды, садились за стол в новом порядке, знаменовавшем собой новые отношения между участниками обряда и новое положение жениха с невестой как брачной пары. Рассаживал гостей дружка, старший сват или отец жениха. В Тверской губернии для молодых устраивался специальный стол под матицей. В Новгородской губернии они сидели за общим столом с поезжанами или отдельно от них за главным из столов. В Вятской губернии устраивали 2 стола, один из которых занимали участники поезда к венчанию, а другой — остальные родственники жениха и гости. В отличие от званых гостей (пирян), посторонние (перм. позастольники) за стол не садились и стояли в сенях. В середине свадебного пира с подачей из печи горячего блюда молодых могли иногда посадить на печь, считалось, что «кто сидел на печи, тот уже не гость, а свой». У южных славян участники застолья рассаживались по старшинству, и главные места за столом занимали старший сват и свадебный кум вместе с молодыми.
В Болгарии кум сидел на почётном месте в кругу старших гостей, а для молодой родни накрывали отдельный стол. В Македонии и Черногории кум и старший сват садились во главу стола, в Боснии и Герцеговине — в центре стола напротив друг друга. В Сербии стари сват садился за стол первым, а молодые после него (колубар.). На почётных местах во главе стола сидели кум и кума, а затем жених с невестой (млав., воеводин.). В Словакии молодые обычно сидели в почётном углу или во главе стола, рядом с невестой сидела её крестная мать. В некоторых местах их сажали за отдельный стол (верхнегрон.). В Польше старший сват (старший дружка) сидел за столом рядом с молодыми, напротив них или между ними. Обычно за тем же столом в углу сидели и музыканты, а остальные гости за большим столом. В самый конец стола сажали засjеду, ведущего ритуальный диалог со старшим сватом напротив (черногор. примор.), девочку, называемую zasadka, или же оставляли это место пустым, чтобы не обидеть гостя (пол. подляс., мазовец.).
Родители невесты часто не присутствовали за свадебным столом в первый день, поэтому у русских был в таких случаях обряд «звать гордых». Это делали ряженые гости с той и с другой стороны. Они шли шумной толпой в дом к родителям невесты, приглашая их за свадебный стол.

### Образ медведя на свадебном пире
На празднестве одно из центральных мест занимал образ медведя. Согласно народным поверьям, медведь защищает от нечисти, являясь чистым животным, и злые духи не могут принимать его облик. Ряженый в шкуру медведя выполнял эту функцию, оберегая жениха и невесту от происков нечистой силы. Со временем медведь приобрёл символику плодовитости и плодородия, в связи с этим образ медведя напоминал на свадьбе об одной из главных целей брака — рождении детей, и по поверью, помогал семье укреплять род.
Особое отношение к медведю у славян существовало и во времена язычества, но сохранилось и после принятия христианства. Он остался символом плодородия, покровителем брака — ряженые, как и в язычестве, переодевались в шкуру медведя. Кроме того, на свадьбе «медведем» и «медведицей» называли жениха и невесту.

Свёкор-батька говорит:
«К нам медведицу ведут».
Свекровь-матка говорит:
«Людоедицу ведут».— 
На свадебном празднестве кричали: «Медведь в углу!», невеста отвечала: «Петра Ивановича люблю» и целовала жениха. Также была традиция, согласно которой первую брачную ночь молодожёны могли провести на шкурах медведя.
Существовали приметы, которые отражали сохранение связи медведя и брака. Например, приводили ручного медведя в дом, и, если он ревел, то скоро в этом доме будет свадьба. А девушке снился медведь к жениху, свадьбе или прелюбодеянию. «Видеть во сне медведя — ожидать сватов».